# Pungtungia
Pungtungia är ett släkte av fiskar. Pungtungia ingår i familjen karpfiskar.
Kladogram enligt Catalogue of Life:
| Pungtungia | \| \| Pungtungia herzi \| \| \| \| \| \| Pungtungia hilgendorfi \| \| \| \| \| \| Pungtungia shiraii \| \| \| \| |
|            | \| \| Pungtungia herzi \| \| \| \| \| \| Pungtungia hilgendorfi \| \| \| \| \| \| Pungtungia shiraii \| \| \| \| |
|            | Pungtungia herzi                                                                                                 |
|            | |
|            | Pungtungia hilgendorfi                                                                                           |
|            | |
|            | Pungtungia shiraii                                                                                               |
|            | |